# Kałmuchanbiet Kasymow
Kałmuchanbiet Nurmuchanbietuły Kasymow (oryg. Калмуханбет Нурмуханбетович Касымов; ur. 18 maja 1957 w Dmitrijewce w obwodzie ałmackim) – kazachski generał policji i polityk, od 11 kwietnia 2011 do 12 lutego 2019 minister spraw wewnętrznych.

## Życiorys
Ukończył prawo na Uniwersytecie Państwowym w Ałmaty. W 2003 roku został szefem departamentu spraw wewnętrznych obwodu ałmackiego. W 2005 roku został powołany na wiceministra spraw wewnętrznych w rządzie Daniała Achmetowa. W kwietniu 2011 roku został szefem resortu spraw wewnętrznych. Stanowisko to utrzymał w rządzie Seryka Achmetowa, drugim gabinecie Karima Masimowa i rządzie Bakytżana Sagintajewa.